# Borderline (canción de Lordi)
«Borderline» es un sencillo de la banda finlandesa de hard rock Lordi, que fue publicado el 22 de octubre de 2021. Es el tercer sencillo de la caja recopilatoria Lordiversity. El sencillo fue lanzado junto a un videoclip de la canción Borderline, llevado a cabo en el Tivoli Sariolassa de Kerava. El sencillo pertenece al álbum Humanimals, ambientado en 1989.

## Lista de canciones
1. Borderline (4:12)
2. Girl in a Suitcase (4:07)

## Créditos
- Mr. Lordi (vocalista)
- Amen (guitarra)
- Hiisi (bajo)
- Mana (batería)
- Hella (piano)